# Humberto Ríos Labrada
Humberto Ríos Labrada é um músico folclórico cubano, cientista agrícola e ambientalista. Ele recebeu o Prémio Ambiental Goldman em 2010 pelo seu trabalho em prol da biodiversidade e do desenvolvimento sustentável da agricultura cubana.